# Ruby Gillman, tinikráken
A Ruby Gillman, tinikráken (eredeti cím: Ruby Gillman, Teenage Kraken) 2023-as amerikai számítógépes animációs kalandfilm, amelyet Kirk DeMicco rendezett. 
Amerikában 2023. június 30-án, míg Magyarországon egy nappal korábban, június 29-én mutatták be a mozikban.

## Szereplők
| Szereplő            | Eredeti hang         | Magyar hang         | Leírás |
| ------------------- | -------------------- | ------------------- | --- |
| Ruby Gillman        | Lana Condor          | Rudolf Szonja       | Félénk 16 éves tinédzser, aki kétségbeesetten próbál beilleszkedni az Oceanside Gimnáziumba.                                |
| Agatha Gillman      | Toni Collette        | Haumann Petra       | Ruby és Sam túlságosan védelmező anyja és Arthur felesége, aki nem akarja, hogy lánya a tengerre menjen a leendő barátaival |
| Chelsea Van Der Zee | Annie Murphy         | Törőcsik Franciska  | Sznob hableányból lett ember és a népszerű új lány az Oceanside Gimnáziumban.                                               |
| Brill Gillman       | Sam Richardson       | Elek Ferenc         | Ruby és Sam lelkes nagybátyja és Agatha bátyja.                                                                             |
| Arthur Gillman      | Colman Domingo       | Schneider Zoltán    | Ruby és Sam támogató apja és Agatha férje.                                                                                  |
| Gordon Lighthouse   | Will Forte           | Borbiczki Ferenc    | Rozsdás öreg tengerész Oceanside-ban, aki idegenvezetőként dolgozik.                                                        |
| Connor              | Jaboukie Young-White | L. Nagy Attila      | Ruby gördeszkás fiú szerelme, aki úgy tűnik, hogy csak a fraktáljaiért csodálja őt.                                         |
| Margot              | Liza Koshy           | Kanyó Kata          | Drámai lány és Ruby legjobb barátnője.                                                                                      |
| Sam Gillman         | Blue Chapman         | Kovács András Bátor | Ruby vagány öccse. |
| Nagymama            | Jane Fonda           | Bánsági Ildikó      | A Hét Tenger Harcos Királynője, aki Ruby és Sam nagymamája, valamint Agatha és Brill anyja.                                 |
| Trevin              | Eduardo Franco       | Bartha Bendegúz     | Gamer és Ruby egyik barátja.                                                                                                |
| Bliss               | Ramona Young         | Ács Petra           | Gót lány és Ruby egyik barátnője.                                                                                           |
| Janice              | Nicole Byer          | Laurinyecz Réka     | ? |
| Doug                | Echo Kellum          | Szabó Máté          | ? |
| Könyvtáros          | Karen Foster         | Menszátor Magdolna  | ? |
| Carol               | Suzanne Buirgy       | Bognár Anna         | ? |

- További magyar hangok: Bach Zsófia, Bartók László, Bérces Gabriella, Csaba Zsófia Blanka, Csikos Léda, Fáncsik Roland, Farkas Fanni, Fehérváry Márton, Fekete Anna Luca, Hám Bertalan, Ince Sára, Koller Virág, Krauter Dávid, Kuttner Bálint, Majorfalvi Bálint, Mész Adrienn, Németh Attila István, Nikas Dániel, Pájer Alma Virág, Pál Tamás, Pásztor Tibor, Rákos Olivér Zsolt, Seder Gábor, Szabó Andor, Téglás Judit, Urbán-Szabó Fanni, Winkler Tamás Ábel

### Magyar változat
- Magyar szöveg: Speier Dávid
- Felvevő hangmérnök: Jacsó Bence
- Vágó: Kajdácsi Brigitta
- Gyártásvezető: Cabello-Colini Borbála
- Szinkronrendező: Tabák Kata
- Produkciós vezető: Hagen Péter

A szinkront a Mafilm Audio Kft. készítette.

## A film készítése
2021 júniusában a TheGWW arról számolt be, hogy az eredetileg Meet the Gillmans címet viselő filmet a DreamWorks Animation gyártja, a szereplők kiválasztása már zajlik, a várható megjelenési év pedig 2022 lesz. A rendezőnek a SpongyaBob Kockanadrágból ismert Paul Tibbittet jelentették be, Pam Brady pedig megerősítette, hogy a film írója lesz. Lana Condort választották a címszereplő Ruby szinkronhangjaként, Laura Dernt és Michael Sheent pedig Ruby szüleinek szemelték ki.
2023. március 14-én a Universal Pictures weboldalán jelentették be a stábot és a szereplőket. A rendezője Kirk DeMicco (Tibbitt helyett) lett. A DreamWorks Animation bejelentette a hivatalos címet is: Ruby Gillman, tinikráken.